# Mariposa County

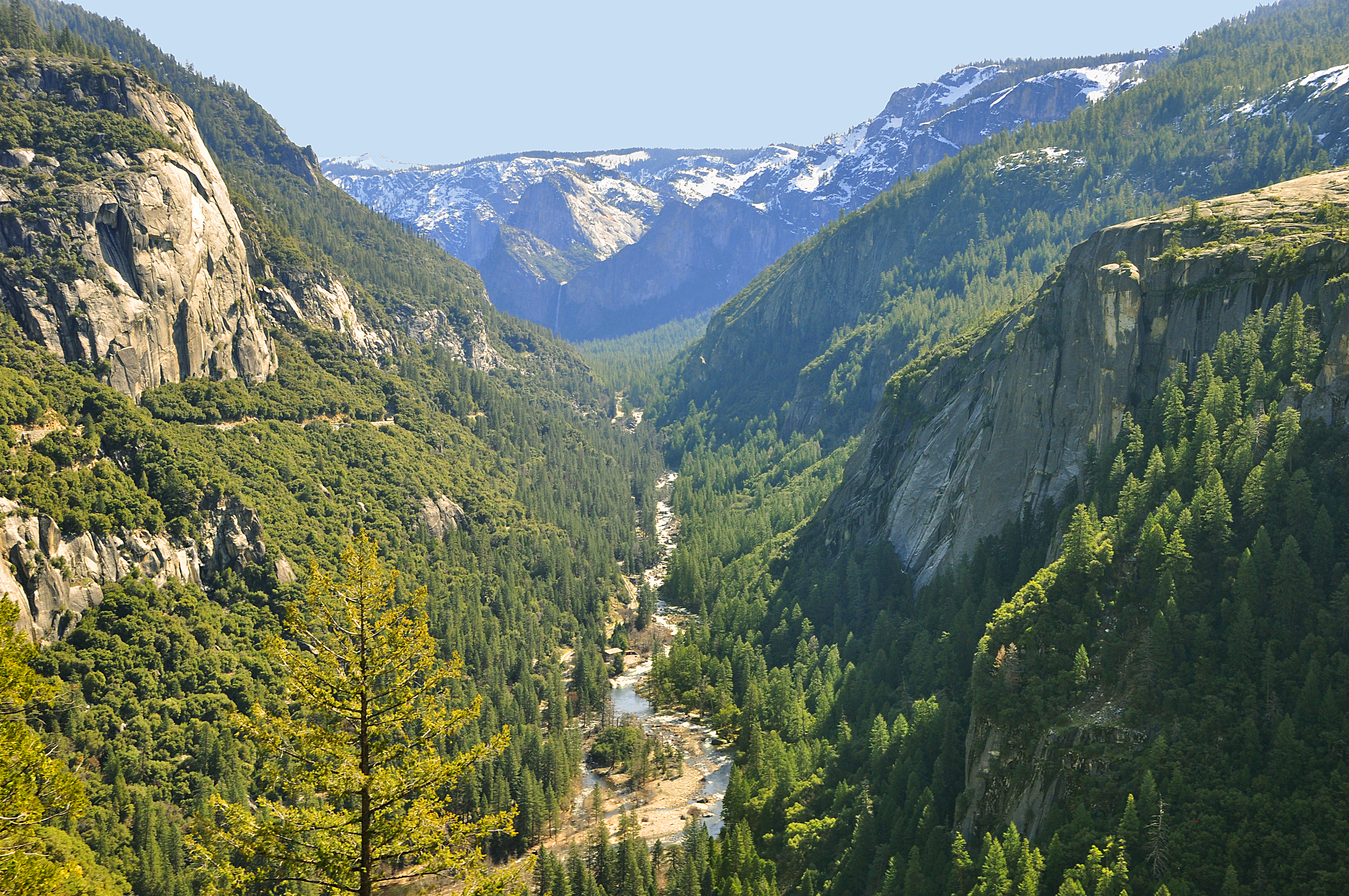
De Yosemite Valley, in Mariposa County, vormt het hart van Yosemite National Park.

Mariposa County is een van de 58 county's in de Amerikaanse deelstaat Californië. Het ligt op de westelijke flank en in de uitlopers van de centrale Sierra Nevada, ten noorden van Fresno, ten oosten van Merced en ten zuidoosten van Stockton. Het oosten van de county omvat het middelste deel van het Yosemite National Park, inclusief de erg toeristische Yosemite Valley.
Volgens de volkstelling van 2010 woonden er 18.251 mensen in het gebied. De hoofdplaats is Mariposa; steden zijn er niet in Mariposa County.

## Geschiedenis
Toen Californië in 1850 een Amerikaanse staat werd, was Mariposa een van de oorspronkelijke county's. De naam komt van de Mariposa Creek, die haar naam kreeg van Spaanse ontdekkingsreizigers. Zij ontdekten grote aantallen vlinders (mariposas in het Spaans) in de uitlopers van de Sierra Nevada. In 1850 was Mariposa de grootste county van heel Californië. Uiteindelijk werd de oppervlakte van Mariposa County drastisch gereduceerd doordat delen ervan afgesplitst werden om nieuwe county's te vormen. Mariposa County - bijgenaamd Mother of Counties - ligt dus aan de basis van twaalf andere county's: Fresno, Inyo, Kern, Kings, Los Angeles, Madera, Merced, Mono, San Benito, San Bernardino, San Luis Obispo en Tulare. De moderne county grenst aan Tuolumne County in het noorden, Merced in het westen, Madera in het zuiden en oosten en nipt aan Stanislaus in het noordwesten.
Mariposa County ligt aan het zuidelijke uiteinde van de Mother Lode-streek. Tijdens de Californische goldrush werd er heel veel goud gevonden, eerst in rivierbeddingen en later in ondergronds gesteente. John Charles Frémont - militair, ontdekkingsreiziger, senator en presidentskandidaat - was een van de personen die schatrijk werd door de goldrush. Hij had in 1847 land gekocht in de streek en dat begon na 1849 snel grote sommen geld op te leveren. Fremonts claim werd echter in twijfel getrokken en het zou tot 1856 duren om de kwestie (in het voordeel van Fremont) op te lossen. Ondertussen hadden natuurlijk duizenden goudzoekers hun weg naar de Sierra Nevada gevonden.
Nadat de Yosemite Valley toegankelijk was gemaakt voor karren, nam toerisme een steeds belangrijkere plaats in in Mariposa County. Het belang van de mijnbouwsector nam gestaag af en vooral na de Eerste Wereldoorlog werd het een marginaal fenomeen. Mariposa en de andere dorpen werden kleine gemeenschappen waren landbouw en toerisme de belangrijkste bronnen van inkomen waren.

## Geografie
Volgens het United States Census Bureau (2010) bedraagt de oppervlakte van Mariposa County 3.788,6 km², waarvan 30,2 km² (minder dan 0,01%) water is.

### Dorpen
| Census-designated places - Bear Valley - Bootjack - Buck Meadows - Catheys Valley - Coulterville - El Portal - Fish Camp - Greeley Hill - Hornitos - Lake Don Pedro - Mariposa - Midpines - Wawona - Yosemite Valley (Yosemite Village) | Andere gehuchten - Curry Village (Camp Curry) - Foresta - Jerseydale - Lush Meadows - Mormon Bar - Mount Bullion - Oak Grove Estates - Ponderosa Basin - Yosemite West |

## Demografie
Volgens de volkstelling van 2010 door het United States Census Bureau woonden er 18.251 mensen in Mariposa County. De etnische samenstelling was als volgt: 88,2% blank, 2,9% indiaans, 1,1% Aziatisch, 0,8% Afro-Amerikaans en 0,1% afkomstig van de eilanden in de Stille Oceaan. Daarnaast gaf 2,8% aan tot een ander ras te behoren en 4,1% tot twee of meer rassen. Als een percentage van de gehele bevolking identificeerde 9,2% zichzelf als Hispanic of Latino.